# 6391 Africano
6391 Africano eller 1990 BN2 är en asteroid i huvudbältet som upptäcktes 21 januari 1990 av den amerikanske astronomen Eleanor F. Helin vid Palomar-observatoriet. Den är uppkallad efter astronomen John L. Africano.
Asteroiden har en diameter på ungefär 6 kilometer och den tillhör asteroidgruppen Eunomia.